# Phife Dawg
Малик Тэйлор (англ. Malik Taylor; 20 ноября 1970 года, Нью-Йорк — 22 марта 2016 года, Контра-Коста, Калифорния), более известный как Phife Dawg, Five Foot Assassin и The Five Footer — американский рэпер, музыкант и актёр. Участник группы A Tribe Called Quest.
Кроме того, что он один из участников, основавших A Tribe Called Quest, Phife принимал участие в треках с другими исполнителями. Он участвовал в песнях Fu-Schnickens «La Schmoove», Diamond D's «Painz & Strife» вместе с Pete Rock, и Black Sheep's «Let the Horns Blow» вместе с Al' Tariq and Trugoy, и других. В 2000 выпустил свой первый сольный альбом Ventilation: Da LP. Перед смертью Phife работал над своим вторым альбомом «Songs in the Key of Phife».

## Дискография
- 2000: Ventilation: Da LP
- 2022: Forever

## Фильмография
- 1993 — Кто этот тип? — Джеральд
- 1998 — Карапузы — Дилан
- 2011 — Биты, рифмы и жизнь: Путешествия группы A Tribe Called Quest[англ.] — камео

## Личная жизнь
В мае 1990 года Малику был поставлен диагноз сахарный диабет.
В 2008 году ему потребовалась пересадка почки. Донором выступила его жена, но операция оказалась неудачной. И в 2012 году ему вновь потребовалась пересадка почки. Умер 22 марта 2016 года из-за осложнений, связанных с диабетом в возрасте 45 лет.
17 мая 2019 года в городе Окленд,США стало официальным днем исполнителя с названием «Phife Dawg Day» как известно артист прожил последние 15 лет своей жизни в округе Окленда со своей супругой, откуда та родом.